# Совата
Совата (рум. Sovata, мађ. Szováta) град је у средишњем делу Румуније, у такозваној земљи Секеља, историјске регије Трансилваније. Совата се налази у округу Муреш.

## Историја
Совата чини део географске целине коју називамо земљи Секеља, које се данас налази у трансилванијском делу Румуније. Први историјски записи о месту налазимо у записима из 1578. године, а већ 1583. године је место је било рачунато у постојећа села.
До 1918. године село је припадало округу Муреш-Торда у мађарској краљевини. После Тријанонског уговора из 1920. године Совата је припало Румунији и статус града је добила 1952. године.

## Географија
Совата се налази између река Корунд и Мале Тарнаве. Путем 13А се може доћи до места преко Таргу-Муреша, Чиксереде и Одорхеје Секујеска.
Координате: 46°35'37.59"N / 25°4'31.96"E
Три села припадају административној управи града:
- Током 2004; село Саратени се одвојило и постала засебна административна јединица.

## Демографија
По попису из 2002. године, град је имао популацију од 11.614 становника и од тога
- 10,465 (90.10%), Мађара (Секеља)
- 909 (7.82%) Румуна.[3]

Демографске промене по пописним годинама:

## Бања
Геолошке промене су 1875. године довеле до рођења бање на Медвеђем језеру, која је постала уникатна у Европи, вода језера је хелио-термална и слана која јој даје терапеутске ефекте између осталих и за разне хроничне симптоме периферног нервног система. Име Медвеђе језеро је добијено због облика језера које подсећа на медведа.
У околини постоје још четири слана језера Лешночко језеро, Славујево језеро, Црно језеро, Црвено језеро и Зелено језеро. Такође су у близини и два слатководна језера Змијско језеро и језеро Пирошка.

## Становништво
| 2011.  |
| ------ |
| 10.385 |